# Bottiglia di Leida

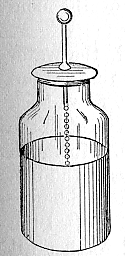
Bottiglia di Leida

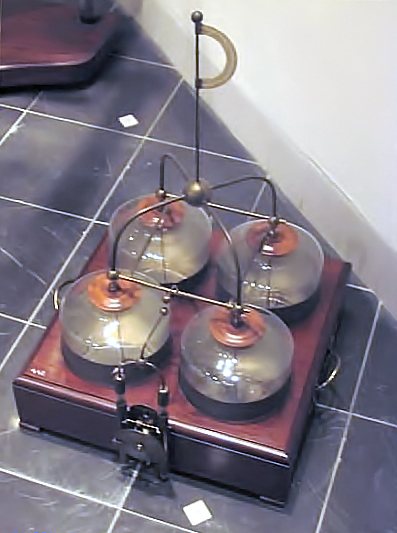
Batteria di bottiglie di Leida

La bottiglia di Leida è un componente elettrico che immagazzina una carica elettrica ad alta tensione (da una fonte esterna, p.e. un generatore elettrostatico) tra conduttori elettrici, all'interno e all'esterno di un contenitore in vetro. È  tipicamente costituita da un barattolo o bottiglia di vetro (che funge da dielettrico) con un foglio di metallo cementato sulle superfici interna ed esterna, e un terminale metallico (elettrodo) che sporge verticalmente attraverso il coperchio per entrare in contatto con il foglio interno. È considerata la forma più antica di condensatore elettrico.
Fu utilizzata per condurre molti dei primi esperimenti sull'elettricità durante la seconda metà del 18º secolo e la sua invenzione fu di fondamentale importanza nello studio dell'elettrostatica. Fu il primo mezzo usato per accumulare e preservare la carica elettrica in grandi quantità, che poteva poi essere scaricata a piacimento dallo sperimentatore, superando così un limite significativo nelle prime ricerche sulla conduttività elettrica. Le bottiglie di Leida sono ancora utilizzate nell'istruzione per dimostrare i principi dell'elettrostatica.

## Storia
L'invenzione viene generalmente attribuita al fisico olandese Pieter van Musschenbroek che la presentò alla comunità scientifica internazionale nel 1746, battezzando il dispositivo con il nome della propria città, Leida, sede dell'università presso la quale ricopriva la cattedra di professore. È tuttavia appurato che Ewald Jürgen Georg von Kleist, un ex studente della stessa università di origini prussiane, costruì il dispositivo indipendentemente già nell'anno precedente.
Entrambi giunsero all'invenzione per caso nel corso dei propri esperimenti. Von Kleist collegò una macchina elettrostatica a uno spillo che inserì in una bottiglia piena d'alcol: quando toccò lo spillo venne colpito da un'intensa scossa elettrica. Van Musschenbroek fece un'esperienza analoga: "il braccio e tutto il corpo furono così atrocemente percossi che non riuscivo affatto a muovermi", raccontò in seguito; "insomma, pensavo proprio che fosse giunta la mia ora". Altri studiosi dell'epoca ripeterono gli esperimenti utilizzando liquidi e materiali diversi; per esempio Daniel Gralath nel 1747 riferì che un anno prima aveva condotto esperimenti collegando due o tre vasi, probabilmente in serie, per creare una batteria in grado di immagazzinare una maggior quantità di carica elettrica, tale affermazione è però contestata.

## Funzionamento
La bottiglia di Leida è un contenitore in vetro circondato all'interno e all'esterno da sottili strati metallici, dei quali quello interno è collegato a un'asta conduttrice, grazie alla quale può ricevere cariche elettriche (il vetro funge da dielettrico impedendo la circolazione di cariche). Collegando al terreno lo strato metallico più esterno, le cariche in quel punto vanno a disperdersi a terra, mentre sull'altra superficie dello strato esterno c'è la carica prima indotta, opposta a quella dello strato interno.